# パロディ音楽
パロディ音楽（パロディおんがく）またはパロディミュージック (parody music) とは、パロディによって生まれた音楽である。歌詞の一部（もしくは全て）を改変した「替え歌」などが古くから親しまれてきたが、20世紀末以降は原曲に似たコード進行・あるいはリズムで曲を作ったり、発言や音色などをサンプリングしたものを音源素材として用いたりする等、多種多様な手法が用いられるようになっている。ここでは、日常の事件などをもとにしたパロディ音楽について記す。

## 法制度
パロディを立法で合法化している国もあり、立法による合法化としては権利制限規定を設けている国とフェアユース規定を設けている国がある。
- フランス（1957年）[1]
- スペイン（1987年）[1]
- スイス（1992年）[1]
- ベルギー（1994年）[1]
- ブラジル（1998年）[1]
- オランダ（2004年）[1]
- オーストラリア（2006年）[1]
- カナダ（2012年）[1]
- イギリス（2014年）[1]
- 香港（2014年）[1]

## 歴史
1956年、ブチャナン&グッドマンの『The Flying Saucer』がヒットする。空飛ぶ円盤発見騒動を題材にした楽曲であり、ブレイク・インという手法を用いてナレーション間に当時のヒット曲などのフレーズを引用している。
1981年9月10日、アルファ・レコードよりタモリのLP『タモリ3 -戦後日本歌謡史-』が新星堂チェーン限定発売される。同年11月10日、毎日新聞に「タモリLPにクレーム、パロディーは著作権侵害」という記事が掲載される。
1984年、アル・ヤンコヴィックの『Eat It』がヒットする。
1991年、嘉門達夫の『替え唄メドレー』がヒットする。
1999年12月8日、SUPER BELL''Zが鉄道に関する音をもとにしたユニットとしてメジャーデビューする。「鉄道戦隊 レオ☆レンジャー」など、キャラクター物の作品も発表している。
2002年、国会議員の鈴木宗男により、北方領土の国後島に日本人とロシア人の友好の家が完成したとき、ゼネコンとの談合疑惑が浮上した。そして、「ハウスミュージック」と「ムネオハウス」をかけて、その答弁の様子をパロディにした『ムネオハウス』というパロディ音楽が2ちゃんねるを始めとする電子掲示板やウェブサイトで多く作られた。その後、鈴木自身がイベントに参加するなど、事実上、本人の公認となっている。
2005年、奈良騒音傷害事件で逮捕された主婦の怒号をもとにして、「ヒップホップ」と「引越し!」の転訛の「Hip Hop Shit!」をかけて、『ムネオハウス』と同じく、電子掲示板やウェブサイトでパロディ音楽が作られた。
2005年から2007年にかけて、欠陥商品のリコールのコマーシャル（いわゆる「おわびCM」）ナレーションに様々な音楽をBGMとして付けたり、コマーシャルの動画そのものを改造することが一部の電子掲示板で流行した。